# Kal och Ada

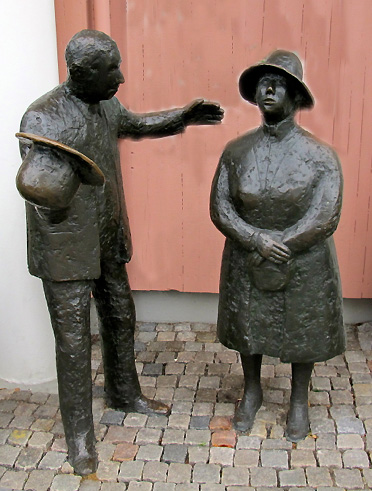
Skulpturgruppen Kal å Ada utförd i brons av Svenrobert Lundquist och avtäckt 1995 vid Lisebergs huvudentré.

Kal och Ada, Kâlle och Ada, egentligen "Karl". Huvudpersoner i Göteborgshumorns berättelser. Kal och hans fru Ada, och Osborn och dennes fru Beda, är sinnebilder för de typiska göteborgarna. De är arbetare, lokalpatriotiska, festglada (med inte helt sunda dryckesvanor) och skojfriska, samt älskar att driva med stockholmare, skåningar och andra utbölingar.

## Ursprung

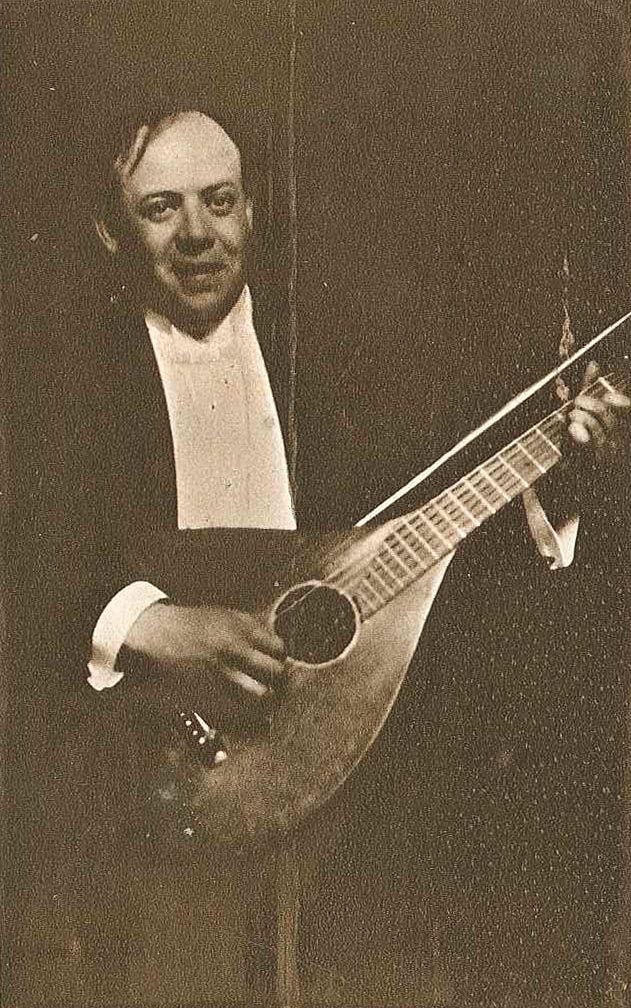
Gunnar Bohman

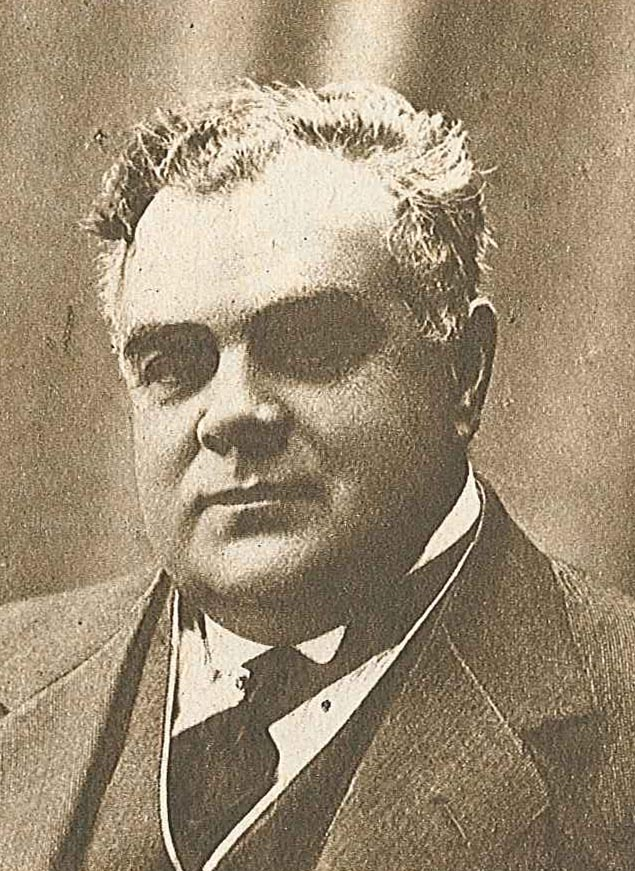
Axel Engdahl

En förklaring till uppkomsten av Kal å Ada finns från förra seklets början i ett amatörsällskap som hade dessa rollfigurer på sin repertoar. De var starkt påverkade av Axel Engdahls revyer. Därefter har skalden och lutsångaren Gunnar Bohman präntat in begreppet i sina visor om Kalle och Ada, vilka kom ut i bokform på 1930-talet. Ett starkt bidrag till att begreppet därefter fått stor spridning är alla Kal å Ada-historier som florerat över landet.

## Kals Åden
År 1969 startade Kals Åden (Åden = Orden) i samband med Göteborgs förestående 350-årsjubileum, 1971. Att utse Årets Kal och Ada har därefter blivit en tradition.
Bredden och toleransen är stor inom Kals Åden, vilket framgår av § 1:
För att bli medlem av Kals Åden fordras, att man är född i Göteborg - eller någon annanstans. Ador är naturligtvis berättigade att bli ådensmedlemmar likaväl som Kalar och har slutit upp mangrant.

## Exempel på Kal å Ada-historier
- Kal var ett tag anställd som spårvagnskonduktör.

Vagnen är fullsatt (knôkfull) men vid Brunnsparken försöker ändå en musiker med en cello tränga sig på. Möjligen får mannen plats, men inte cellon.
Kal sticker ut huvudet genom en sidoruta:
– Dô, du har änna valt fel instrument, hade du valt en mungiga hade du kommit me!
- Kal och Ossbon promenerar i hamnen, de resonerar om hur bra det hade varit om de kunde prata något främmande språk, engelska exempelvis.

Det är samtidigt flottbesök i stan och vid Stenpiren ligger det några mindre engelska örlogsfartyg, i vattnet bredvid det ena fartyget ligger det en matros.
– Help me! Please help me!
– Dô, där ser du en som kan prata engelska.
– Ja, flytande, till å mä!
- Lelle Kal (Kals och Adas son) har börjat skolan:

Fröken:
– Om Karl fortsätter att svära på detta sätt får han svarta vingar och kommer inte till himmelen.
– Det ger la ja f*n i bara ja får flyga.
- Kâlle, Åsskar, Åssbon å Älan (Karl, Oscar, Ossborn och Ärland) jobbar på en båt tillsammans med ståkhålmaren. Denne tröttnar på kompisarnas skrävel om Göteborg och utbrister:

– Ja är född ståkhålmare, jag tänker förbli ståkhålmare och jag tänker dö som ståkhålmare.
Men då säger Kâlle med stor förvåning i rösten:
– Har du inga ambitioner???!!!

## Namnet Kal
Namnet Kal enligt Kals odbok:
"Odet är outtalbart för utsocknes, men Göteborgarna är oerhört tacksamma om dessa uttalar odet med a som i al. Försök alltså bara att sätta ett K framför al, så blir det godkänt. Att säga och stava ordet 'Kål' är en hädelse och bestraffas som sådan."
Med denna bestraffning menar Kals odbok, att om man som utsocknes kommer till Göteborg och försöker att ställa sig in genom att härma göteborgarnas dialekt, blir man snabbt avspisad. Det är bättre att behålla sin ursprungsdialekt, då blir göteborgaren genast intresserad av att lära känna den utsocknes mer, och om man en gång har fått en göteborgare till vän, behålls denna vänskap livet ut.[källa behövs]